# Limnophila elapsa
Limnophila elapsa är en tvåvingeart som beskrevs av Ernst Evald Bergroth 1888. Limnophila elapsa ingår i släktet Limnophila och familjen småharkrankar. Inga underarter finns listade i Catalogue of Life.